# Pamea albistriga
Pamea albistriga är en fjärilsart som beskrevs av Walker 1855. Pamea albistriga ingår i släktet Pamea och familjen Mimallonidae. Inga underarter finns listade i Catalogue of Life.